# Terquavion Smith
Terquavion Smith (Greenville, 31 dicembre 2002) è un cestista statunitense.

## Carriera
Dopo aver trascorso due stagioni con gli NCSU Wolfpack, nel 2023 si dichiara per il Draft NBA, non venendo tuttavia scelto; il 1º luglio viene firmato con un two-way contract dai Philadelphia 76ers.

## Statistiche

### College
| Anno      | Squadra       | PG | PT | MP   | TC%  | 3P%  | TL%  | RP  | AP  | PRP | SP  | PP   |
| --------- | ------------- | -- | -- | ---- | ---- | ---- | ---- | --- | --- | --- | --- | ---- |
| 2021-2022 | NCSU Wolfpack | 32 | 25 | 31,6 | 39,8 | 36,9 | 69,8 | 4,1 | 2,1 | 1,3 | 0,5 | 16,3 |
| 2022-2023 | NCSU Wolfpack | 34 | 34 | 33,6 | 38,0 | 33,6 | 70,1 | 3,6 | 4,1 | 1,4 | 0,4 | 17,9 |
| Carriera  | Carriera      | 66 | 59 | 32,6 | 38,8 | 35,2 | 70,0 | 3,8 | 3,1 | 1,4 | 0,4 | 17,1 |

### NBA

#### Regular Season
| Anno      | Squadra            | PG | PT | MP  | TC%  | 3P%  | TL%  | RP  | AP  | PRP | SP  | PP  |
| --------- | ------------------ | -- | -- | --- | ---- | ---- | ---- | --- | --- | --- | --- | --- |
| 2023-2024 | Philadelphia 76ers | 16 | 0  | 5,3 | 39,1 | 37,1 | 60,0 | 0,3 | 0,8 | 0,5 | 0,0 | 3,3 |
| Carriera  | Carriera           | 16 | 0  | 5,3 | 39,1 | 37,1 | 60,0 | 0,3 | 0,8 | 0,5 | 0,0 | 3,3 |

### G League
| Anno      | Squadra         | PG | PT | MP   | TC%  | 3P%  | TL%  | RP  | AP  | PRP | SP  | PP   |
| --------- | --------------- | -- | -- | ---- | ---- | ---- | ---- | --- | --- | --- | --- | ---- |
| 2023-2024 | Del. Blue Coats | 36 | 3  | 30,6 | 40,9 | 35,6 | 82,7 | 2,9 | 3,4 | 1,4 | 0,2 | 22,0 |
| Carriera  | Carriera        | 36 | 3  | 30,6 | 40,9 | 35,6 | 82,7 | 2,9 | 3,4 | 1,4 | 0,2 | 22,0 |